# 丁方明
丁方明（1921年11月—2011年6月18日），又名丁尔通，男，山东龙口人，中华人民共和国地方干部，山东省第二、四、五次党代会代表，第二、三、四、五、六届省人大代表。

## 生平
1938年6月，参加革命，9月加入中国共产党。历任胶东青年联合会宣传部长、北海地委青委书记、青年联合会北海办事处主任、中共栖霞县委书记兼县大队政委。1945年8月至1947年9月，任中共莱东县委书记兼独立营政委。
1953年8月，起历任山东分局宣传部宣传处副处长，省委宣传部部务委员、处长、副部长，省委学校教育工作委员会副书记，省委文教部副部长。1962年6月起，历任省级机关党委第一书记、省委组织部副部长、省委监察委员会委员、省委宣传部副部长，山东省教育厅厅长、党组书记。1969年9月起，任省革委政治部教育组组长，省革委文教办公室副主任、核心组副组长、主任、党组书记。1979年11月，任山东省人民政府副省长兼任省文教委员会主任、党组书记，山东广播电视大学校长。1983年4月，任山东省政协副主席、党组成员。1998年2月离职休养。2011年6月18日，在济南逝世，享年90岁。